# Adam Hall
Adam John Hall (Kalamazoo, 14 agosto 1980) è un ex hockeista su ghiaccio statunitense.

## Carriera
In NHL ha indossato le maglie di Nashville Predators, New York Rangers, Minnesota Wild, Pittsburgh Penguins, Tampa Bay Lightning, Carolina Hurricanes e Philadelphia Flyers.
Ha anche giocato con Milwaukee Admirals (in AHL), KalPa, Norfolk Admirals (AHL), Ravensburg Tower Stars e HC Ambrì-Piotta.

## Palmarès

### Mondiali
- 1 medaglia:
  - 1 bronzo (Repubblica Ceca 2004)